# Sztracsatella
A Sztracsatella 1996-ban bemutatott magyar filmszatíra, Kern András első rendezése. Főszereplői Kern András és Eszenyi Enikő.

## Cselekmény
A túlhajszolt, depressziós és kissé alkoholista karmester, Galló Tamás (Kern András) egy kórház pszichiátriai osztályán köt ki. Kezelőorvosa, Dr. Lantos Andrea (Eszenyi Enikő) megpróbálja felgöngyölíteni az idegösszeomlás okait. Kapcsolatuk egyre inkább elmélyül, bár a karmester visszahúz válságban lévő házassága és fiával való problémás kapcsolata felé.

## Szereplők
- Kern András (Galló Tamás)
- Eszenyi Enikő (Dr. Lantos Andrea)
- Udvaros Dorottya (Ildikó)
- Reviczky Gábor (Novák doktor)
- Tábori Nóra (Mama)
- Benkő Gyula (Pál János karmester)
- Jászai Joli (Borzsa)
- Kari Györgyi (Mara)
- Kerekes Éva (Joli nővér)
- Lyll Tamás (Gábor)
- Lázár Kati (Olga nővér)
- Mészáros Tamás (Gábor)
- Nagy Mari (Fogorvosi asszisztens)
- Seres Tamás (István, hegedűművész)
- Tisza Bea (Csellós)
- Scherer Péter (Radó Tomi)

További szereplők: Cserna Antal, Dunai Tamás, Kálid Artúr, Kátay Endre, Seres Péter, Szakács Tibor, Várnagy Zoltán

## Fogadtatás
A Népszabadság szerint a film „jópofa és elnagyolt. Derűs és csapongó. Mindemellett könnyen fogyasztható.” Kern András rendezését bírálja a túlzott Woody Allen-es stílus miatt, ám mind a zenét, mind a színészek játékát pozitívan értékeli. A Filmvilág kritikusa szerint a film „okos, fájdalmas, Woody Allenes”.

## Nézettség
A nézettségi adatok szerint 145 012 jegyet adtak el rá.